# Джованни (Арборея)

Юдикат Арборея на карте средневековой Сардинии

Джованни (Кьяну) (Giovanni, Chianu) (ум. 1304) — судья Арбореи с 1297.
Сын и преемник Мариано II. Первое время правил под опекой Тозорато дельи Уберти, пизанского дворянина. Уменьшительное прозвище Кьяну — из-за юного возраста при вступлении на престол.
В 1297 году папа Бонифаций VIII провозгласил создание королевства Сардинии и Корсики, которым он инвестировал Хайме II Арагонского в обмен на его отказ от Сицилии. С этого события началось завоевание Сардинии Арагоном.
В 1300 г. Джованни в обмен на обещание защиты и военной помощи передал (или продал) республике Пиза треть юдиката Кальяри, доставшуюся Арборее в результате раздела 1258 года. Также в собственность пизанцев перешли серебряные рудники и часть общественных земель, что вызвало народное недовольство.
В 1304 году судья Джованни был убит восставшими против него жителями Арбореи.
Жена (свадьба в 1287 г.) — Джакомина (ум. после 1329), дочь Уголино делла Герардеска. Дочь Джованна умерла в младенчестве (в 1308 г.).
У Джованни от разных любовниц было двое незаконнорожденных сыновей:
- Мариано III
- Андреотто.

Они вдвоём унаследовали трон Арбореи.